# Veritasium
Veritasium  — це англомовний освітній YouTube-канал, створений Дереком Мюллером у 2011 році. Жанр відео варіюється за стилем: від інтерв'ю з видатними науковими особистостями, такими як  Нобелівський лауреат Брайан Шмідт, до наукових експериментів, пісень, і діалогів з громадськістю, направлених на розкриття неправильних уявлень про науку. Станом на 17 листопада 2023 року канал має 379 відео, 14,4 млн підписників і 2 284 580 062 перегляда.

## Назва каналу
Назва "Veritasium" являє собою поєднання латинського слова Veritas (істина), і суфікс, загальний для елементів періодичної таблиці хімічних елементів, -ium. Тобто "Veritasium" буквально означає "елемент істини".